# Severino de Achúcarro y Mocoroa
Severino de Achúcarro y Mocoroa (Bilbao, 1841 - París, 1910) fou un arquitecte basc representatiu de la seva època, dominada per l'eclecticisme, amb una evolució cap al modernisme, i molt especialment, l'art nouveau.
Va cursar estudis a l'Escola d'Arquitectura de Madrid llicenciant-se en 1866, ampliant posteriorment la seva formació a Angulema i París. Durant tota la seva vida va estar molt relacionat amb França, on també va arribar a projectar algun edifici.
Va ser una figura capital de l'arquitectura basca del segle xix, perquè ja en els seus anys de joventut va triomfar en diversos concursos i va rebre encàrrecs de l'ajuntament bilbaí.
Va projectar i va intervenir a molts immobles de Bilbao com la seu de la Societat El Sitio al carrer Bidebarrieta (actual Biblioteca Municipal de Bidebarrieta), la reforma de la façana de la Catedral de Santiago, l'hotel Términus, l'Estació de Tren de Santander -antiga estació de la Concòrdia- (1898), l'edifici del Banc de Bilbao (del carrer San Nicolás, 8) amb Eugéne Lavalle i Enrique de Epalza (1898), nombroses cases de veïnatge com la de Sota a Alameda Mazarredo, i la Casa Isidra del Cerro a Castro Urdiales (1899), entre d'altres. A més en 1876 va elaborar, juntament amb Pablo de Alzola i Ernesto Hoffmeyer, el pla d'Eixample de Bilbao.
Seu és també, el casino de Bermeo (Biscaia) de 1894.
Va morir a París, en un dels seus innombrables viatges a França, el 1910.